# Gali(III) bromide
Gali(III) bromide là một hợp chất hóa học vô cơ, có thành phần chính gồm hai nguyên tố là gali và brom và có công thức hóa học được quy định là GaBr3. Hợp chất này là một trong số bốn hợp chất Gali trihalua.

## Giới thiệu
Gali(III) tribromide, ở nhiệt độ phòng và áp suất khí quyển, tồn tại dưới dạng bột tinh thể trắng phản ứng thuận lợi và có ngoại sinh với nước. Chất rắn gali tribromide ổn định ở nhiệt độ phòng và có thể được tìm thấy chủ yếu ở dạng dimeric của nó. GaBr3 có thể tạo thành một halogen trung tính, Ga2Br6; tuy nhiên, việc tạo ra hợp chất này phông phải là phổ biến như tạo ra GaCl3. Hợp chất này là một thành viên của nhóm Gali trihalua và tương tự như GaCl3 và GaI3, nhưng không tương tự với GaF3, trong quá trình điều chế cũng như sử dụng. GaBr3 là một acid Lewis yếu hơn so với AlBr3, và có tính linh hoạt hơn do tính dễ so sánh của việc khử Gali, nhưng phản ứng lại nhiều hơn GaCl3.
GaBr3 tương tự như quang phổ đối với nhôm, indi và các hợp chất tali trihalua, ngoại trừ các hợp chất trifluoride.

## Sử dụng
GaBr3 được sử dụng như một chất xúc tác trong tổng hợp hữu cơ, có cơ chế tương tự như GaCl3 tuy nhiên do tính phản ứng của nó cao hơn, đôi khi nó không thích hợp vì tính linh hoạt cao hơn của GaCl3.